# Akcja Bollwerk
Akcja Bollwerk (niem. Bastion) – akcja wojskowa podjęta w nocy z 20 na 21 lutego 1942 roku przez oddziały Armii Krajowej w Poznaniu przeciwko wojskom niemieckim.

## Przebieg i konsekwencje
Dwunastu żołnierzy AK i pięciu mieszkańców Chwaliszewa podpaliło niemieckie magazyny w porcie rzecznym, w których znajdowała się żywność i mundury wojskowe przeznaczone do transportu na front wschodni. Wykorzystano do tego ekwipunek produkowany konspiracyjnie, taki jak lonty czy specjalne zapalniki z opóźnionym działaniem nie pozostawiające po sobie śladu. W wyniku śledztwa przeprowadzonego przez Gestapo aresztowani zostali wszyscy uczestnicy akcji, niektórzy z nich zostali straceni, m.in. Antoni Gąsiorowski i Michał Garczyk. Straty materialne Niemców po Akcji Bollwerk wyniosły około 1,5 mln marek, ale zdaniem niektórych historyków były one znacznie większe.

## Pomnik
W 1982 roku mieszkańcy miasta ufundowali przy ul. Estkowskiego Pomnik Akcji Bollwerk, zaprojektowany przez M. Banasiewicza i J. Nowakowskiego.

## Skwer
21 lutego 2017 nastąpiło uroczyste nadanie imienia skwerowi położonemu przy ulicy Szyperskiej w Poznaniu. Oficjalna nazwa skweru to Skwer im. Bohaterów Akcji Bollwerk.